# Nicolas-Marie-Joseph Chapuy
Nicolas-Marie-Joseph Chapuy (* 1790 in Paris; † 23. Juni 1858 ebenda) war ein französischer Offizier, Architekt, Architekturmaler von Veduten, Zeichner und Lithograf.

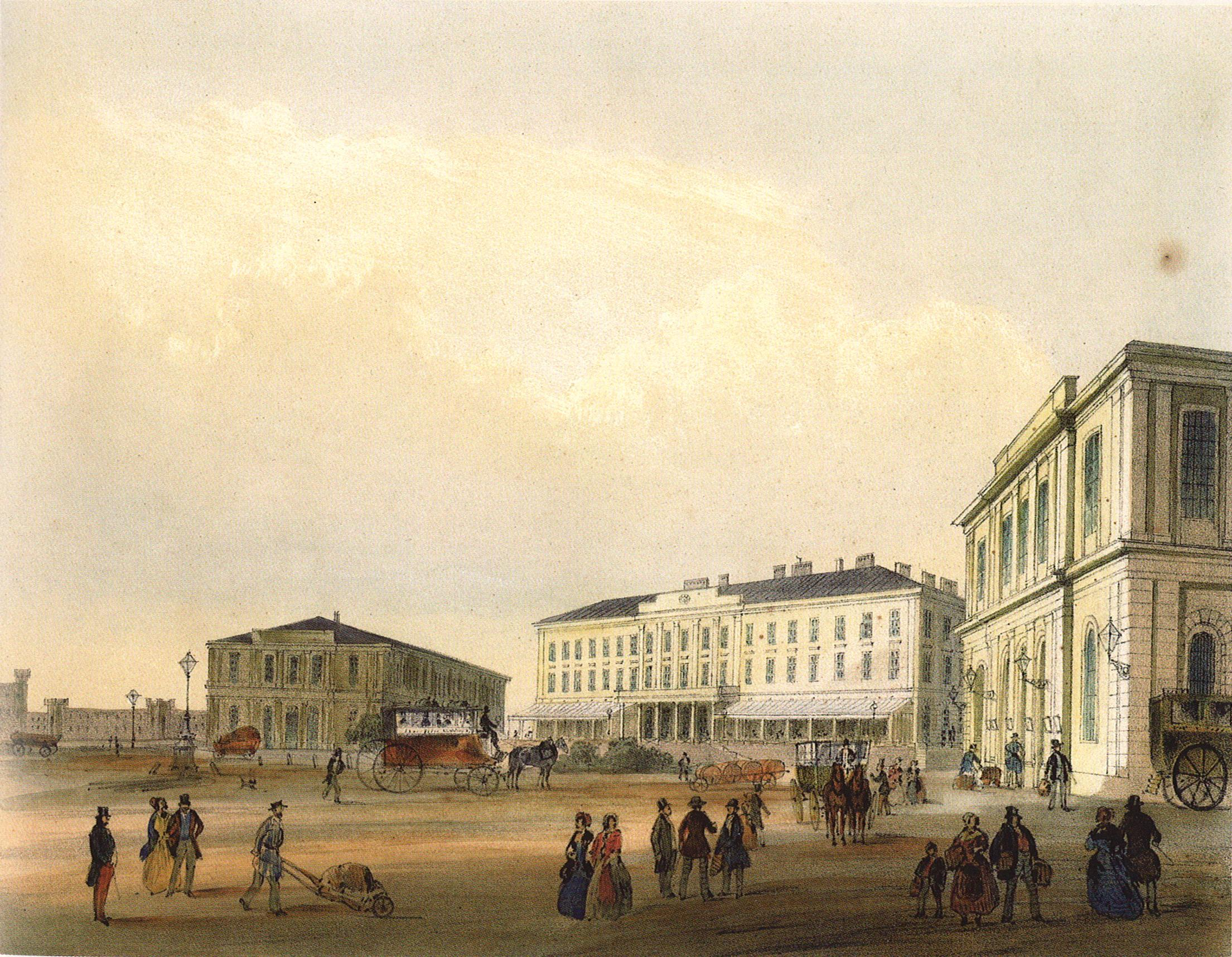
Gloggnitzer und Brucker Bahnhof in Wien, Stich von Chapuy (1850)

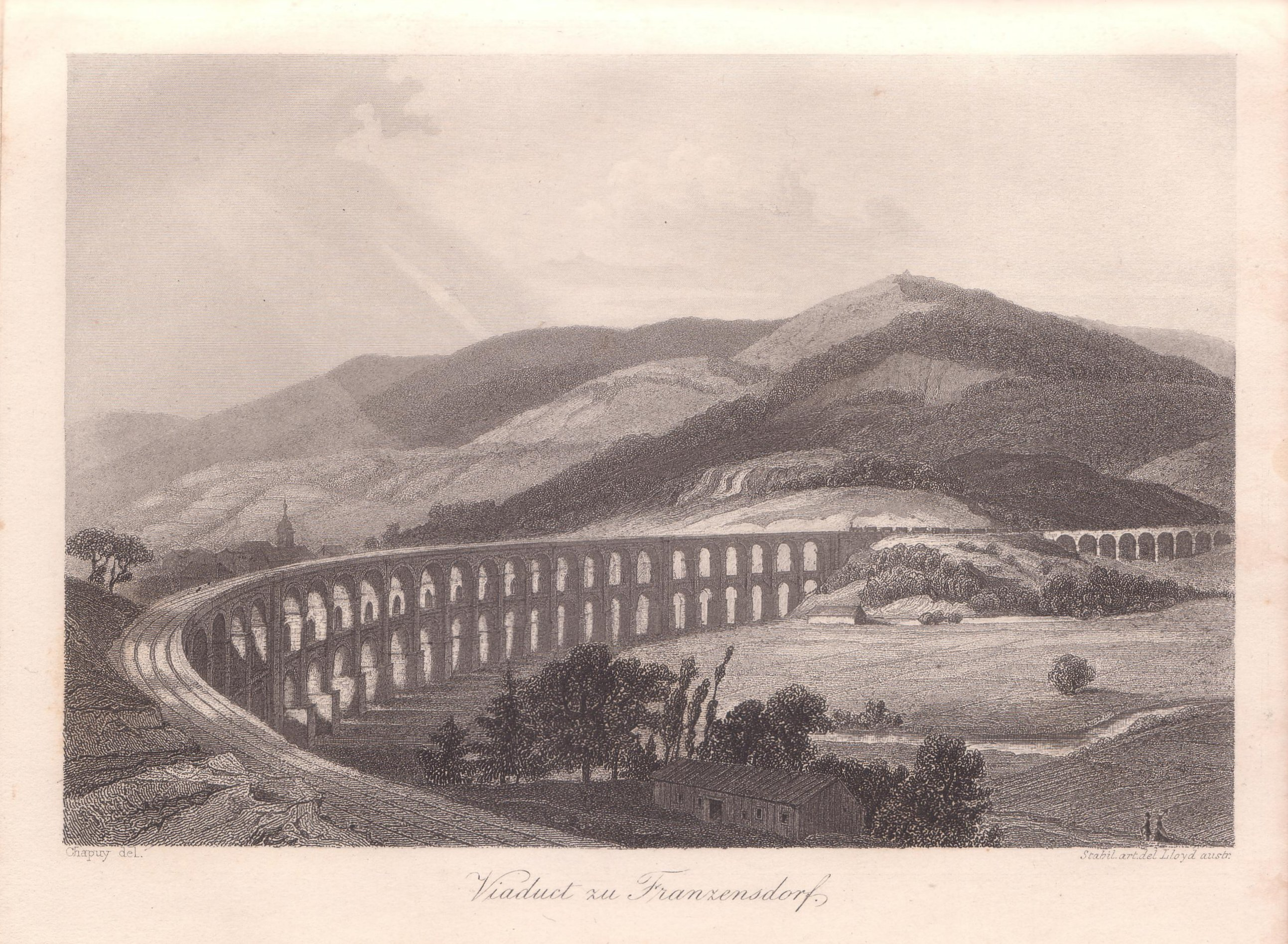
Franzdorfer Viadukt, Stich von Chapuy aus: Lloyd’s Reiseführer: Von Wien bis Triest (1860)

## Leben
Chapuy erhielt seine Bildung auf der École polytechnique in Paris und diente anschließend als Offizier beim Ingenieurkorps der Marine. Später war er als Architekt im französischen Staatsdienst tätig und bei der Zustandserfassung und Restauration mittelalterlicher Bauwerke überaus erfolgreich. Dennoch wurde er wegen seines Engagements für den Bonapartismus bereits im Jahre 1817 entlassen und pensioniert.
Chapuy arbeitete anfangs als freier Künstler und zeichnete Abbildungen bedeutender Architekturwahrzeichen, die er als Lithografievorlagen und zur Zusammenstellung von Konvoluten für den Kunstliebhabermarkt verwendete. Ab dem Jahre 1823 entstand in Kooperation mit dem Altertumsforscher und Autor Théodore de Jolimont das umfangreiche, kunstgeschichtliche Werk über die französischen Kathedralen (Cathédrales françaises), für das Chapuy die Illustrationen fertigte.
In den folgenden Jahren bereiste Chapuy Frankreich und erfasste zeichnerisch die bemerkenswertesten Natur- und Baudenkmäler der einzelnen Regionen. Im Jahre 1824 besuchte er Amiens, 1826 Reims, 1827 Bourges und hielt sich im Elsass auf, zwei Jahre später durchstreifte er die Provence und Burgund, ferner Südwestfrankreich und die Städte Poitiers, Bordeaux, Albi und Agen. Von seinen Reisen brachte Chapuy stets detaillierte Objektschilderungen, Skizzen und Zeichnungen mit nach Hause, überdies entstanden in dieser Epoche eine Vielzahl ansprechende Veduten und romantische Landschaftsbilder.
Mitte der 1830er-Jahre war Chapuy mit seiner Tätigkeit ziemlich erfolgreich und erntete bei den einschlägigen Verlegern allseitige Anerkennung, außerdem begann er, seine künstlerischen Aktivitäten auf weitere europäische Länder auszudehnen. Seinerzeit arbeitete er sehr eng mit dem Pariser Verlagshaus Veith & Hauser zusammen, das häufig Bildvorlagen und Lithografien aus seiner Hand für Kunstpublikationen verwendete. Für diesen Verleger reiste er im Jahre 1838 durch die Schweiz und besuchte die Lombardei sowie Mailand und den Comer See. Im folgenden Jahr durchstreifte Chapuy das Rheinland und 1841 hielt er sich in Marseille auf, bevor er Ligurien, Pisa, Florenz und Venedig besuchte, 1842 malte Chapuy in Spanien.

## Werke (Auswahl)
- Oeuvres complètes d'André Palladio, (Paris, 1825)
- Cathédrales françaises, vues pittoresques de la cathédrale d'Orléans, (Paris, 1825)
- Cathédrales françaises, vues pittoresques de la cathédrale de Paris, (Paris, 1826)
- Cathédrales françaises, vues pittoresques de la cathédrale d'Amiens, (Paris, 1826)
- Cathédrales françaises, vues pittoresques de la cathédrale de Reims, (Paris, 1826)
- Vues pittoresques de la cathédrale de Strasbourg, et détails remarquables de ce monument, (Strasbourg, 1827)
- Cathédrales françaises, vues pittoresques de la cathédrale de Sens, (Paris, 1828)
- Cathédrales françaises, vues pittoresques de la cathédrale d'Auxerre, (Paris, 1828)
- Cathédrales françaises, vues pittoresques de la cathédrale de Chartres, (Paris, 1828)
- Cathédrales françaises, vues pittoresques de la cathédrale d'Arles, (Paris, 1829)
- Cathédrales françaises, vues pittoresques de la cathédrale d'Albi (Paris, 1829)
- Cathédrales françaises, vues pittoresques de la cathédrale de Dijon (Paris, 1829)
- Cathédrales françaises, vues pittoresques de la cathédrale de d'Autun (Paris, 1830)
- Cathédrales françaises, vues pittoresques de la cathédrale de Senlis, (Paris, 1831)
- Les bords du Rhin, voyage pittoresque de sa source à son embouchure, (Paris, 1831) (Digitalisat)